# 15155 Ан
15155 Ан (2000 FB37, 1969 VC3, 1996 DU3, 1998 UV27, 15155 Ahn) — астероїд головного поясу, відкритий 29 березня 2000 року.
Тіссеранів параметр щодо Юпітера — 3,544.